# Leptoypha minor
Leptoypha minor är en insektsart som beskrevs av Mcatee 1917. Leptoypha minor ingår i släktet Leptoypha och familjen nätskinnbaggar. Inga underarter finns listade i Catalogue of Life.